# زندگی دوزخی
زندگی دوزخی فیلمی به کارگردانی و نویسندگی سعید نیوندی محصول سال ۱۳۴۳ است.

## خلاصه داستان
مردی با داشتن زن و فرزند، اغلب اوقات خود را با زنی کاباره‌ای به عیاشی و قماربازی می‌گذارند...

## بازیگران
- عزت حسنعلی
- حیدر صارمی
- نادره
- فریده نصیری
- محمدرضا فاضلی
- پرویز جعفری
- جواد تقدسی
- هوشنگ بهشتی
- واهیک
- سعید کامیار